# Championnat de Malte de football 1946-1947
Navigation
Saison précédente Saison suivante
La saison 1946-1947 de First Division Maltaise était la trente-deuxième édition de la première division maltaise.
Lors de cette saison, le La Vallette FC a tenté de conserver son titre de champion face aux sept meilleurs clubs maltais lors d'une série de matchs se déroulant sur toute l'année.
Les huit clubs participants au championnat ont été confrontés à deux reprises aux sept autres.
C'est le Hamrun Spartans qui a été sacré champion de Malte pour la troisième fois.

## Les huit clubs participants
| Club                | Stade             | Capacité | Ville      |
| ------------------- | ----------------- | -------- | ---------- |
| Floriana FC         | -                 | -        | Floriana   |
| Hamrun Spartans     | Victor Tedesco    | 6 000    | Hamrun     |
| Paola Hibernians FC | Hibernians Ground | 8 000    | Paola      |
| Melita FC           | -                 | -        | San Ġiljan |
| Naxxar Lions FC     | -                 | -        | Naxxar     |
| Sliema Wanderers FC | Guze Fava Ground  | 4 000    | Sliema     |
| St. George's FC     | -                 | -        | Bormla     |
| La Vallette FC      | -                 | -        | La Valette |

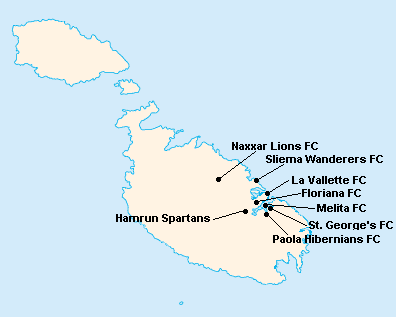
Localisation des clubs engagés dans le championnat.

L'île de Malte étant relativement petite, les clubs évoluent tous au stade National Ta'Qali (17 400 places). Certain cependant ont leur propre enceinte qu'ils peuvent éventuellement utiliser.

## Compétition

### Classement
| Rang | Équipe              | Pts | J  | G  | N | P | Bp | Bc | Diff |
| ---- | ------------------- | --- | -- | -- | - | - | -- | -- | ---- |
| 1    | Hamrun Spartans (P) | 21  | 14 | 10 | 1 | 3 | 29 | 13 | +16  |
| 2    | La Vallette FC (T)  | 20  | 14 | 8  | 4 | 2 | 30 | 18 | +12  |
| 3    | Floriana FC (C)     | 17  | 14 | 7  | 3 | 4 | 30 | 17 | +13  |
| 4    | Sliema Wanderers FC | 14  | 14 | 6  | 2 | 6 | 30 | 25 | +5   |
| 5    | Paola Hibernians FC | 12  | 14 | 5  | 2 | 7 | 25 | 34 | -9   |
| 6    | Melita FC           | 11  | 14 | 4  | 3 | 7 | 29 | 39 | -10  |
| 7    | St. George's FC     | 9   | 14 | 4  | 1 | 9 | 27 | 38 | -11  |
| 8    | Naxxar Lions FC (P) | 8   | 14 | 2  | 4 | 8 | 20 | 36 | -16  |

| Légende : Qualifications et relégations | Légende : Qualifications et relégations                                                     |
| --------------------------------------- | ------------------------------------------------------------------------------------------- |
|                                         | (T) : Tenant du titre 1945-1946 (P) : Promu en 1945-1946 (C) : Vainqueur du Trophée Rothman |

## Bilan de la saison
| Tableau d'Honneur       |                 |
| Compétition             | Vainqueur       |
| First Division Maltaise | Hamrun Spartans |
| Trophée Rothman         | Floriana FC     |

| Promotions et relégations            |       |
| Relégués en Second Division Maltaise | Aucun |
| Promus de Second Division Maltaise   | Aucun |